# Stephen W. Bosworth

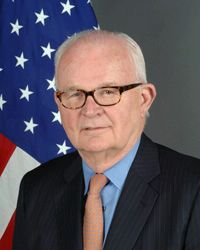
Stephen W. Bosworth

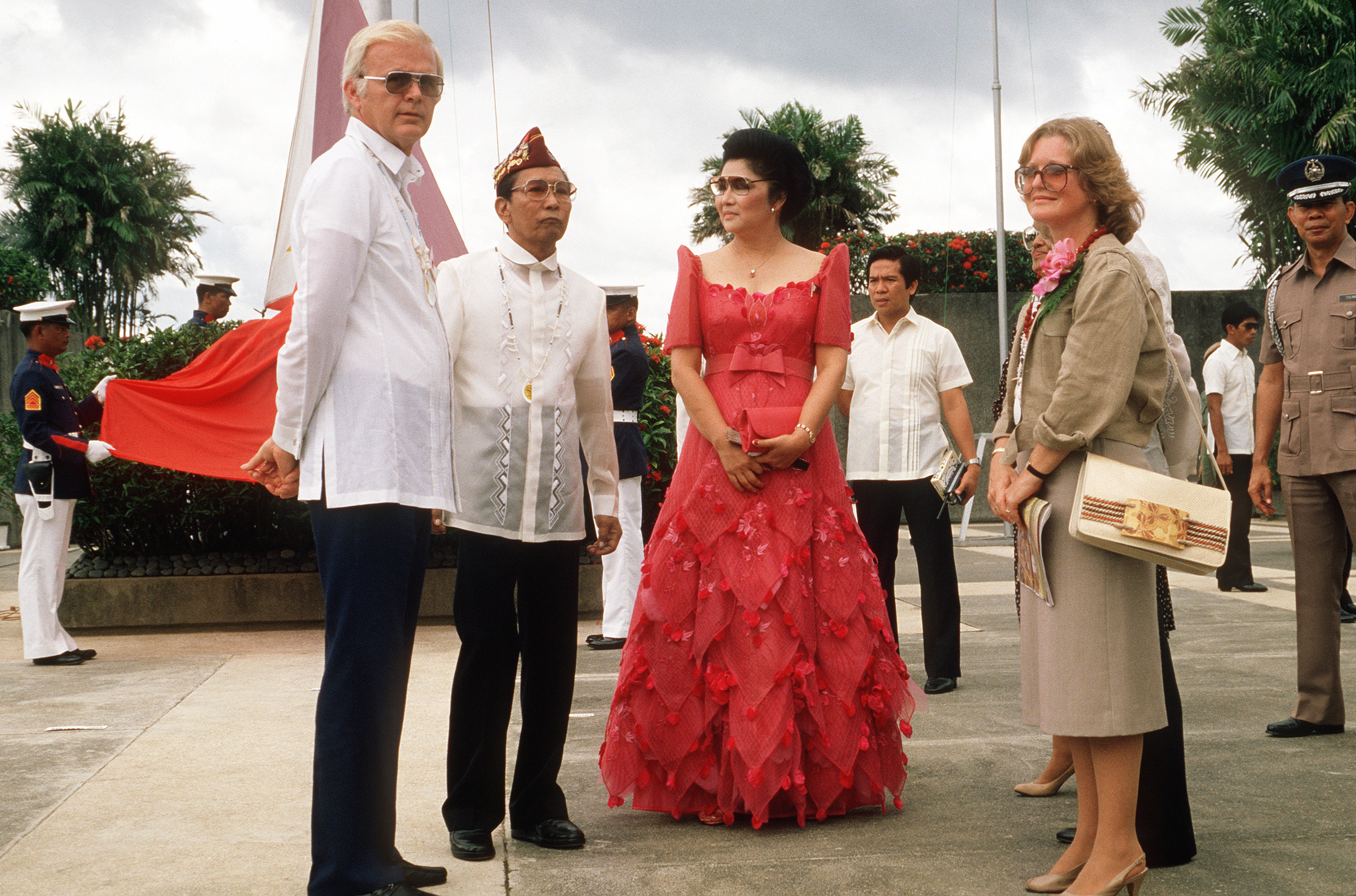
Botschafter Bosworth (links) und seine Gattin (rechts) mit Ferdinand und Imelda Marcos in Leyte, Oktober 1984

Stephen Warren Bosworth (* 4. Dezember 1939 in Grand Rapids, Michigan; † 3. Januar 2016 in Boston, Massachusetts) war ein US-amerikanischer Diplomat. Er war der Dekan der Fletcher School an der Tufts University. Er diente von Februar bis Oktober 2009 als Sondergesandter für die Nordkorea-Politik der USA.

## Leben
Nach seinem Bachelor of Arts (1961) am Dartmouth College absolvierte Bosworth ein postgraduales Studium an der George Washington University.
Zwischen 1983 und 1984 hatte Bosworth als Nachfolger von Paul Wolfowitz den Posten des Director of Policy Planning im US-Außenministerium inne. Von 1995 bis 1997 war er Executive Director der Korean Peninsula Energy Development Organization (KEDO).
Im Verlauf seiner diplomatischen Karriere war er Botschafter der Vereinigten Staaten in Südkorea (1997–2001), auf den Philippinen (1984–1987) und in Tunesien (1979–1981).
Bosworth war Mitglied der Trilateralen Kommission. 2010 wurde er in die American Academy of Arts and Sciences gewählt.

## Preise und Auszeichnungen
- 1986: LL.D. h. c. (Dartmouth College)
- 1987: „Diplomat des Jahres“ der American Academy of Diplomacy
- 2005: Orden der Aufgehenden Sonne, 2. Klasse[7]

## Werke
- mit Morton I. Abramowitz: Chasing the Sun: Rethinking East Asian Policy Since 1992. Century Foundation, New York 2006, ISBN 978-0-87078-500-9 (LoC).